# 任善寧
任善寧（英語：Lawrence Yum Sin-ling，1948年11月23日—），香港殖民地年代政治人物，祖籍廣東東莞，1958年入讀德明中學（小學部）五年級，1965年畢業於德明中學中五年級，同屆同學有臺灣廣達集團創辦人兼總裁、香港晶門科技前非執行主席林百里。後來取得臺灣省立成功大學(現稱國立成功大學)電機工程學系工學學士（1970年畢業）及香港中文大學工商管理碩士。曾創立一二三民主聯盟，並且擔任立法局議員及中華民國僑務顧問，現為美中三民主義大同盟秘書長。

## 政治生涯
任善寧1994年當選九龍城區議員，在1995年的區議員互選中當選香港立法局議員。任內，他曾為立法局文康廣播事務委員會主席。
但由於立法局直通車問題，他於香港主權移交後會被迫「下車」，未能成為臨時立法會成員。任領導之一二三民主聯盟曾參加了以民主派為主導的「反對臨時立法會大聯盟」。1996年7月1日，任善寧和另外幾名立法局議員及區議員赴北京抗議，對中央政府縮短任期和成立臨時立法會表達不滿。在抗議者中，因任善寧曾就讀於台灣，操一口比較流利的普通話，出頭機會較多，自然而然被北京視為抗議活動的領導者；為此，任的回鄉證被吊銷了八年。
1997年7月1日香港主權移交午夜，任聯同一班民主派立法會議員爬上立法局大樓露台，誓言「我一定會回來」。不過，任於主權移交後曾表示，「一二三民主聯盟」一切依法行事，不會做任何違反特區法律的事情。他於1998年連同朱祖恩、麥業成、宋景輝組成名單，參與1998年香港立法會選舉新界西直選落敗，自此退出香港政壇。
因為擔心香港巨變，他在1999年移居美國芝加哥，後來任之母親去世，他要回深圳料理安葬事宜，才重新取得回鄉證。

## 退出香港政壇後
至今，任仍然致力關心台灣政局，於親台團體工作，又曾擔任及成大校友會會長，也有關心香港政治。他曾直指「香港民主發展如逆水行舟，不進反退」。又指中共在香港的「一國兩制」其實是「政經分離」，經濟上是百分之百的兩個制度，但在政治上偏向「一國」，只有經濟是「兩制」。

## 家庭
其子為網名「馬草泥」的任亮憲，是一名信託基金公司的聯席董事。2000年代後期其於維園之出位行為，被人稱為「維園阿哥」。現已淡出社會運動。
「馬草泥」曾表示，於2010年，其父（任善寧）起初不支持公民黨及社民連所發動之五區總辭，但被自己游說後也變得支持。連同任自身於主權移交前之政治立場，任善寧也算是泛民主派一員。